# Агатов, Марк Исаакович
Марк Исаа́кович Ага́тов (укр. Марк Ісаакович Агатов, настоящая фамилия — Пури́м; род. 31 марта 1950) — крымский журналист, писатель и общественный деятель. Депутат Евпаторийского городского совета (2010—2014). Заслуженный работник культуры Автономной Республики Крым (2010).

## Биография
Родился 31 марта 1950 года в Евпатории. Его отец Иссак Пурим — крымчак, он проживал в Карасубазаре, а во время Великой Отечественной войны служил в «Смерше». Мать — Валентина Пурим.
Учился в евпаторийской школе № 10 (1957—1965). Окончил евпаторийское медицинское училище (1969). Начал трудовой путь в психоневрологической больнице в качестве санитара. Позже работал фельдшером-наркологом, инструктором пешеходного туризма, экскурсоводом, горноспасателем, председателем республиканской благотворительной организации Всесоюзного общества спасения детей и подростков от наркотиков.
В 1984 году опубликовал в газете «Евпаторийская здравница» рассказ о своём отце. С 1990 года — член международного союза журналистов, позже стал членом союза писателей Крыма (1995), членом Союза русских, украинских и белорусских писателей Крыма (2001) и членом международного сообщества писательских союзов (2003).
Во время августовского путча 1991 года в Москве находился на баррикадах у «Белого дома».
В 1994 году стал собственным корреспондентом российской газеты «Коммерсантъ» в Крыму. Позже работал в газетах «Труд» и «Новые Известия». Является собственным корреспондентом «Фонда защиты гласности» на Украине. В апреле 2004 года возглавил первый корреспондентский пункт на территории Украины «Фонда защиты гласности».
С 2000 года, по собственным словам, является гражданином Российской Федерации.
В 2003 году стал заместителем председателя общества крымчаков «Кърымчахлар», также он был назначен главным редактором журнала «Крымчаки».
В марте 2017 года принял участие в заседании клуба «18 марта».

## Общественно-политическая деятельность
Как журналист расследовал деятельность и местонахождение премьер-министра Крыма Евгения Супрунюка, который скрывался в России. Участвовал в судебном процессе в России против Супрунюка. Агатов обвинял прокурора Евпатории Геннадия Петера в связях с криминалитетом. В декабре 2002 года требовал возбудить уголовное дело в отношении руководителей крымской милиции и должностных лиц прокуратуры «за разглашение данных досудебного следствия или дознания» в отношении редактора газеты «Евпаторийская неделя» Владимира Лутьева.
В феврале 2005 года предложил писать имена политиков Украины в обратном порядке из-за нормы Гражданского кодекса Украины (пункт 2 статьи 296), в котором предусматривалось использование имени того или иного человека в произведениях лишь с его согласия.
В марте 2005 года Агатов заявил о препятствовании журналистской деятельности, после того как его и журналистку НТВ Анну Конюкову не пустили в здание евпаторийской прокуратуры. Сам Агатов подал заявление о возбуждение уголовного дела по 171-й статья Уголовного кодекса Украины. Летом 2005 года Марк Агатов выступил организатором круглого стола по теме «Нарушения прав российских журналистов в Крыму». По итогом круглого стола были подписаны открытые письма к президенту Украины Виктору Ющенко и генеральному прокурору Украины Святославу Пискуну. В ноябре 2005 года он анонсировал создание крымского профессионального союза журналистов «Солидарность». В ноябре 2008 года Агатов заявил о том, что Служба безопасности Украины заблокировала его сайт «Крымский аналитик» на территории страны.
В сентябре 2005 года выступил против решения президента Украины Ющенко о строительстве порта на Донузлаве.
В начале 2006 года сотрудниками евпаторийской милиции велось расследовании в отношении статьи Агатова «Зачем иностранцам списки членов избирательных комиссий и образцы их подписей», но в итоге уголовное дело заведено не было.
Являлся помощником депутата Верховной рады Александра Черноморова течение двух созывов и помощником депутата крымского парламента Григория Иоффе. В 2008 году от организации «Кърымчахлар» вошёл в состав общественного совета при управлении межнациональных отношений евпаторийского городского совета. С 2010 года по 2014 год являлся депутатом евпаторийского горсовета от Партии регионов. Входил в комиссию по вопросам регламента, депутатской деятельности и этики, связей с общественностью, межнациональных отношений, информационной политики, законности и защите прав граждан. Как депутат поддерживал выделение земель представителям греческой общины на улице Элефтерия.
Во время выборов в украинский парламент в 2012 году кандидат по округу № 4 (Евпатория) Николай Котляревский обвинил Агатова в публикации дискредитирующей статьи, где Котляревского обвиняли в подкупе избирателей. После этого, кандидат в депутаты обратился к прокурору Крыма Вячеславу Павлову. Степан Кискин, кандидат в народные депутаты по округу № 2 (Симферополь) подал иск из-за распространения баннера «Киски голосуют за Кискина» порочащего его честь, достоинство и деловую репутацию.
31 марта 2014 года Марк Агатов был включён в комиссию по подготовке проекта Конституции Республики Крым. Спустя два месяца, Агатов обратился с депутатским запросом по поводу законности возведения храма УПЦ КП в Евпатории и выступил за создание комиссии, которая должна была проверить законность возведения религиозного сооружения.

## Взгляды и критика
Выступал с критикой Президента Украины Виктора Ющенко. Самого Ющенко, он сравнивал с Никитой Хрущёвым. Подверг критике национальную идею «единый народ, единый государственный язык, единая религия, единая нация» высказанную Ющенко. После запрета проведения «русских маршей» в Крыму, Агатов заявил о переходе Украины к «фашистскому государству».
Обвинял власти Украины в курсе на насильственную украинизацию страны. Также Агатов заявлял о дискриминации русскоязычных писателей Крыма: «господа из западной Украины объявили свой „джихад“ русскоязычной литературе и требуют ввести особые налоги на русскую книгу, задерживают на границе газеты, журналы и книги, изданные в России. И все это происходит с молчаливого согласия лидеров большинства правозащитных организаций Европы». Заявлял, что проблема внедрения украинского языка в Крыму и уменьшения использования русского языка, не менее актуальна, чем проблема исчезновения крымчакского языка.
Выступал за установку на территории Краснодарского края ретрансляторов с целью вещания российских радиостанций на полуостров.
Раскритиковал решение Кабинета министров Украины о предоставлении льгот ветеранам УПА. После того, как президент Ющенко предоставил льготы участникам ОУН и УПА Агатов заявил: «Было бы величайшей несправедливостью предоставлять льготы только украинским националистам, расстреливавшим евреев и своих соотечественников на Западной Украине. Тем же самым занимались и изменники Родины из числа представителей других национальностей на территории Крыма». В октябре 2005 года Агатов обратился с открытым письмом к Борису Березовскому, в котором задал вопрос: «одобряет ли он действия президента Украины по реабилитации лиц, участвовавших в уничтожении евреев?».
Идею изменения статуса Крыма на национально-культурную автономию назвал стремлением политтехнологов Ющенко столкнуть интересы славянского и неславянского населения полуострова.
Агатов обвинял лидеров Меджлиса крымскотатарского народа в разжигании межнациональной розни. Раскритиковал идею Мустафы Джемилева снести памятник Екатерине II в Севастополе. Для решения земельных вопрос в Крыму (связанных с выделением участков украинским и крымским чиновникам, а также самозахватами земли крымскими татарами) предлагал создать всенародную чрезвычайную комиссию, которую должен был возглавить Мустафа Джемилев
Поддержал проведение референдума о статусе Крыма и приветствовал аннексию полуострова Россией. Участвовал в отключении вещания украинских радиостанций в Евпатории в день голосования. После аннексии Крыма выступал против трансляции украинских каналов в Крыму.
Депутат крымского парламента Сергей Шувайников охарактеризовал сайт Агатова как специализировавшийся на «грязных и оскорбительных слухах на украинских и крымских политиков и государственных деятелей».

## Творчество
Марк Пурим публиковался под псевдонимами Марк Агатов и К. Агатов. Свою первую книгу «В паутине смерти» издал в 1989 году в Москве. Спустя год она была переиздана в Ереване. На основе данной повести в 1991 году на киностудии имени Горького режиссёр Геннадий Байсак снял художественный фильм «Игра на миллионы». Агатов является автором ряда детективов и серии книг в жанре журналистских расследований о деятельности организованных преступных группировок Крыма. В 1990-е годы издавал газеты «Детективы от Агатова», «Воры в законе» и литературно-художественный журнал «Детективы».
В 2003 году вышло журналистское расследование посвящённое премьер-министру Крыма Сергею Куницыну, в котором писатель обвинил политика и членов его правительства в заказных убийствах. Сам Куницын подал иск в евпаторийский суд с требованием опровержения данной информации и изъятия тиража уже изданного труда. 6 апреля 2004 года данный суд частично удовлетворил претензии Куницына. Затем, данное решение было обжаловано Апелляционном суде Крыма и 7 февраля 2005 года пресс-служба Совмина Крыма заявила, что Апелляционный суд Крыма вынес решение: запретить Агатову впредь распространять информацию, признанную неправдивой и изъять не распроданные книги из продажи. Спустя год, прокуратура Крыма завершила проверку и признала, что сообщение пресс-службы Совмина «не в полной мере соответствует содержанию вышеизложенной резолютивной части решения Апелляционного суда АР Крым».
В январе 2005 года завершил написание романа «Оранжевая революция или третье пришествие Мессира на землю» посвящённого одноимённому политическому кризису на Украине. Данную книгу Агатов в 2006 году подарил Виктору Януковичу, лидеру Партии регионов.
Летом 2006 года писатель объявил о начале работы над книгой посвящённой представителю президента Украины в Крыму Геннадию Москалю и самому институту представительства президента на полуострове.
В мае 2014 года депутат евпаторийского городского совета Владимир Заскока обвинил Агатова в плагиате статьи «Власть постсоветская, или „Асса-2“» (1995), которая по его мнению была написана другим журналистом «Коммерсанта».
В январе 2015 года в здании евпаторийской библиотеки им. Пушкина была представлена книга «Крымская весна». В конце года он представил книги «Убийство на Казантипе», «Виагра для ЦРУ» и «Секс-джихад». В октябре 2016 года презентовал книгу «Расстрелянный народ» о судьбе крымчаков в годы Великой Отечественной войны.

## Награды
- В 2001 году выдвинут Союзом писателей Крыма на соискание премии Совета министров Крыма в номинации «Достижения в труде на благо Крыма»[47].
- В 2005 году победил в республиканском творческом конкурсе «Журналист года» в номинации «На грани»[8].
- В 2006 году награждён дипломом победителя VII республиканского конкурса журналистских работ о межэтнической толерантности «Мы — крымчане»[62].
- С 2010 года — «Заслуженный работник культуры Автономной Республики Крым»[63].

## Личная жизнь
Занимался спортивным туризмом и каратэ. Участвовал в походах по Северному Уралу, Кольскому полуострову и Кавказу.
Дочь — Мария Иванова (1984).

## Книги
- «В паутине смерти». — Симферополь: Таврия, 1989. — 144 с. — 5000 экз.
- «Смерть рэкетирам!». — Симферополь: Таврия, 1991. — 368 с. — 100 000 экз. — ISBN 5-7780-0440-0.
- «Детективы». — Симферополь: Таврида, 1993. — 464 с. — 100 000 экз.
- «Журналист-убийца». — Симферополь, 2001. — 351 с. — 5000 экз.
- «Спикер-убийца». — Севастополь: Таврия–Плюс, 2001. — 200 с. — ISBN 999-7503-75-5.
- «Криминальные истории Евпатории». — Симферополь: Таврия-плюс, 2001. — ISBN ISBN 966-7503-69-0X.
- «Премьер Куницын и его команда». — Днепропетровск: Днепропетровская книжная типография, 2002. — 184 с. — 1000 экз. — ISBN 966-7935-34-5.
- «Оранжевая революция или третье пришествие Мессира на землю». — 2005. — 184 с. — ISBN 978-5-8853-3635-2.
- «Крымская весна 2014». — 2017. — 90 с. — ISBN 9785447475208.
- «Код страха». — ЛитРес, 2017. — 410 с. — ISBN 9785447491406.
- «Матильда». — ЛитРес, 2017. — 110 с. — ISBN 9785448555671.
- «Роковая ошибка гипнотизера». — Издательские решения. — 31 с. — ISBN 9785449016584.
- «Записки психиатра – 2. Женские истории». — Издательские решения. — 60 с. — ISBN 9785449013972.
- «Жуткие тайны Казантипа. Книга третья». — 250 с. — ISBN 9785448342561.
- «Убить журналиста». — 250 с. — ISBN 9785448333149.
- «Имиджмейкер. Книга + кино». — 210 с. — ISBN 9785448323225.
- «Имиджмейкер. Киносценарий». — 70 с. — ISBN 9785448321740.
- «Расстрелянный народ». — 140 с. — ISBN 9785448309724.
- «Имиджмейкер. Как стать богатым?». — 150 с. — ISBN 9785447497996.
- «Жуткие тайны Казантипа. Книга вторая». — 380 с. — ISBN 9785447490348.
- «Жуткие тайны Казантипа. Книга первая». — 390 с. — ISBN 9785447490577.
- «Севастопольский людоед». — 90 с. — ISBN 9785447484958.
- «История крымчаков. Фотоальбом». — 130 с. — ISBN 9785447482619.
- «Sex джихад». — Издательские решения. — 440 с. — ISBN 9785447467449.
- «Виагра для ЦРУ». — 380 с. — ISBN 9785447467531.
- «Убийство на Казантипе». — 390 с. — ISBN 9785447467456.
- «История крымчаков Евпатории». — 160 с. — ISBN 9785447467661.
- «Исповедь валютной проститутки». — 50 с. — ISBN 9785448359972.
- «Код страха. Сценарий телефильма». — 60 с. — ISBN 9785448304583.
- «Предсказания Вольфа Мессинга». — 130 с. — ISBN 9785447475949.
- «Психушка». — 470 с. — ISBN 9785447484491.
- «Записки психиатра. Женские истории». — ЛитРес, 2017. — 60 с. — ISBN 9785448592058.
- «Крымский премьер и дьявольская свита».
- «Старлей Федотов снова на работе».
- «В поисках крымчакского переулка».